# اوی‌دومبراد
اوی‌دومبراد (به مجاری:  Újdombrád) یک منطقهٔ مسکونی در مجارستان است که در سابولچ-ساتمار-برگ واقع شده‌است. اوی‌دومبراد ۱۰٫۷۸ کیلومتر مربع مساحت و ۶۹۳ نفر جمعیت دارد.